# アメリカ合衆国消費者金融保護局
消費者金融保護局（英語: Consumer Financial Protection Bureau、略称：CFPB）は、金融セクターにおける消費者保護を担当するアメリカ合衆国連邦政府の機関である。CFPBの規制監督の対象となる機関には、銀行、貯蓄金融機関、信用組合等の預金取扱金融機関のほか、ノンバンクの金融事業者（住宅ローン業者、給料日ローン業者、民間教育ローン業者等）が含まれる。CFPBは設立以来、テクノロジーを活用して金融機関のソーシャルメディア利用やアルゴリズムを用いた消費者ターゲティングを監視してきた。
CFPBは連邦準備制度の独立した部局であり、2007年から2008年にかけての世界金融危機とそれに続くグレート・リセッションを受けて2010年に米議会で制定されたドッド＝フランク・ウォール街改革・消費者保護法に基づき設立された。一方で、CFPBの独立した部局としての地位は裁判所で繰り返し争われてきた。2020年6月、合衆国最高裁判所は大統領が理由を示さずにCFPB局長を解任することができると判示したものの、CFPB自体の存続は認めた。保守系のシンクタンクであるヘリテージ財団が提唱するプロジェクト2025の支持者らは、議会が削減すべき部局の一つとしてCFPBを挙げている。
2025年2月10日現在、CFPBは第2次トランプ政権による政府機関削減に向けた活動の影響を受け、業務の大部分を停止している。

## 機能
CFPB元局長のリチャード・コードレイによれば、CFPBの活動の重点は住宅ローン、クレジットカード、学生ローンに置かれている。CFPBは金融サービスに関する消費者保護を一手に引き受ける独立部局として、同様の機能を部分的に担ってきた通貨監督局（OCC）、連邦準備制度（FRB）、連邦取引委員会（FTC)、連邦預金保険公社（FDIC）、全国信用組合管理機構（NCUA）、貯蓄金融機関監督局（OTS）、住宅都市開発省の7つの連邦規制機関から関連機能の移管を受けて設置された。CFPBはFRBの内部に設置された部局であってFRBから資金提供を受けるものの、その活動には自治権が認められており、規則や指令の設定にあたってはFRBの干渉を受けない。
CFPBは金融会社を規制する法令の起草・執行、銀行及びノンバンク金融会社の調査、市場のモニタリングと報告、消費者の苦情の収集を担う。特にノンバンクに対して連邦レベルでの規制監督を行う機関はこれまで存在しなかったことからCFPBに向けられた注目は大きく、2012年1月にはCFPBにより「ノンバンク監督プログラム」が公表されている。
CFPBは2011年2月にWebサイトを開設し、YouTubeやTwitter、Webサイト上で消費者からの申立を受け付け始めた。財務省によれば、CFPBには住宅ローンやクレジットカード、その他の消費者向け金融商品・金融サービスの公正性、透明性を確保する責任が課せられている。CFPBのWebサイトによれば、CFPBの「中核的な使命は、アメリカ人が住宅ローンに申し込むにせよ、クレジットカードを選ぶにせよ、他の何らかの金融商品を利用するにせよ、それらの市場がアメリカ人に資するようにすること」だという。2016年には金融機関やクレジットカード会社など金融サービスに関する数百件から数千件にのぼる苦情がCFPBに寄せられ、それらはまとめて連邦政府のデータベース上で公開された。
総資産が100億ドルを超える金融機関に対しては、CFPBは連邦金融消費者立法に基づいた報告徴取や執行措置等の監督を行う権限を持つ。また、健全性規制当局と共同で検査を実施することができる。
一方で総資産が100億ドルを下回る金融機関の場合、CFPBの権限は大きく制限される。具体的には消費者保護立法に基づく報告徴取権限は有するものの、執行権限については健全性規制当局に残される。また、検査は健全性規制当局が行う際にCFPBの検査官を同行させることができるのみとなる。
CFPBが担当する規制は連邦行政命令集タイトル12チャプター10に収められている。 これらの規制には1974年信用機会均等法（ECOA）、1975年住宅抵当貸付開示法（HMDA）、1982年代替抵当取引等価法（AMTPA）、1978年電子資金移動法（EFTA）、1977年公正債務回収慣行法（FDCPA）、1970年公正信用報告法（FCRA）、1974年不動産決済手続法（RESPA）、1968年貸付条件表示法（TILA）、1991年貯蓄条件表示法（TISA）などが含まれる。

## 沿革
2010年7月、米国議会は第111議会において、2000年代後半の景気後退と金融危機への対応としてドッド＝フランク・ウォール街改革・消費者保護法を可決した。 消費者保護の機能を持つCFPBのような省庁の構想は当時ハーバード・ロースクールの教授職にあり、その後上院議員となったエリザベス・ウォーレンによって2007年に提案されていた。このような組織の設立は消費者、労働者、公民権運動その他の活動家によるおよそ250団体が連合した組織「アメリカンズ・フォー・ファイナンシャル・リフォーム」によって活発に支持された。
2010年9月17日、オバマ大統領はウォーレン議員を大統領補佐官及び財務長官特別顧問に指名し、CFPBの創設を担当させた。 

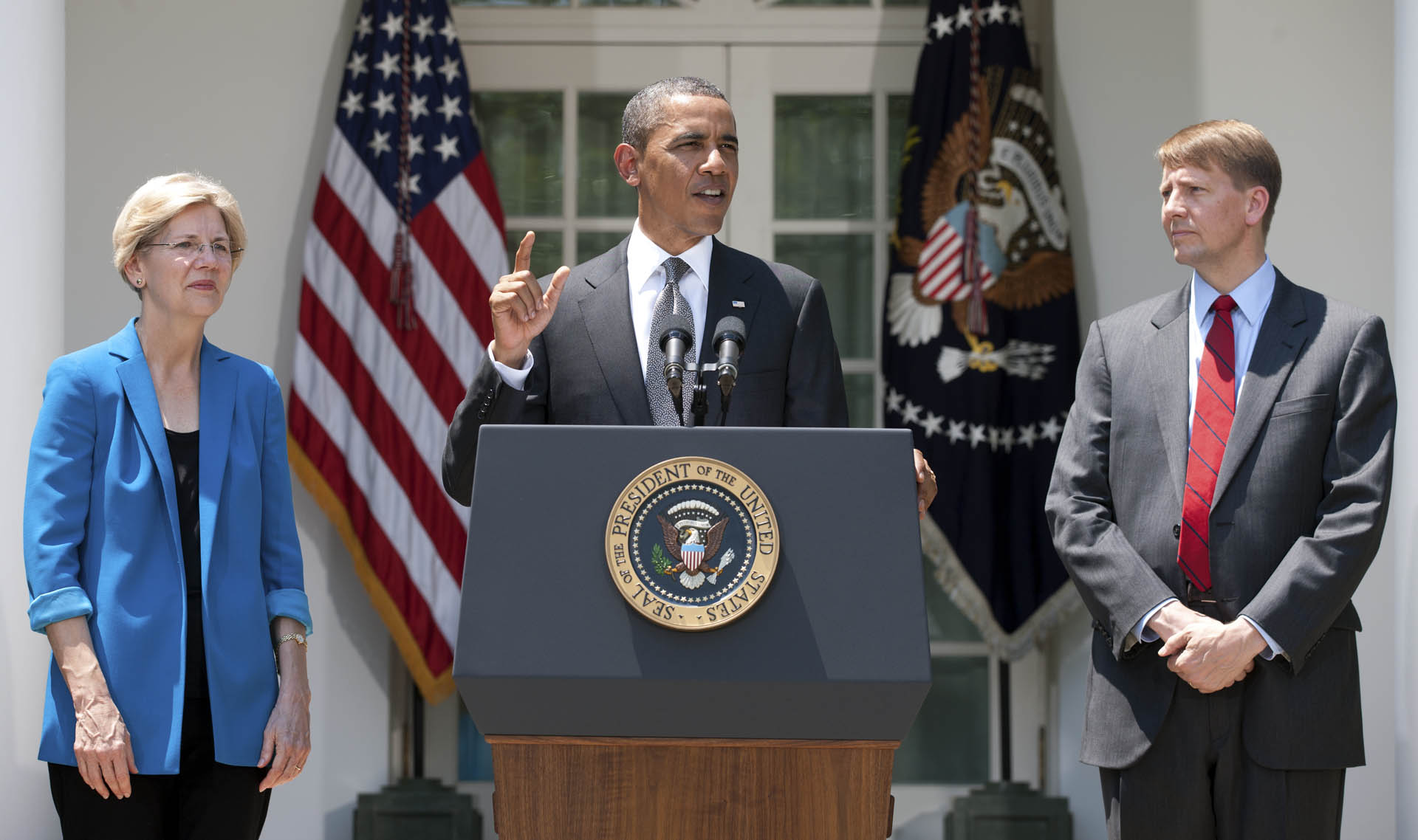
バラク・オバマ大統領は2011年7月18日、CFPBの初代局長としてリチャード・コードレイを指名した。

CFPB設置の提案者であり、実際設置にも携わったウォーレン議員は、共和党からの強い反対を懸念したオバマ政権高官らによって初代局長の人選からは外された。2011年7月17日、オバマ大統領はオハイオ州の検事総長と州財務官を歴任したリチャード・コードレイを初代CFPB局長として指名した。この指名に先立ち、コードレイはCFPB執行部門トップとして雇用されていた。
ところが、共和党上院議員44人がCFPBの組織構造の分権化を推進する観点からあらゆる候補者に反対する姿勢を示したことで、この人事は混乱に巻き込まれた。共和党上院議員らはそれまでにも規制当局の人事に反対を表明することがあった。これらを経て、CFPBは2011年7月21日に正式に業務を開始した。
CFPBのデータベースが2011年に公開されて以降、400万件以上の苦情が申し立てられ、公開された。CFPBを支持するコンシューマー・ユニオンは、このデータベースを「消費者がよく考えた上で判断を下せるようにするための不可欠なツール」だと評価している。一方でCFPBに否定的な人々は、CFPBのデータベースは企業に対して不必要に攻撃的であり、CFTCのデータベースとは異なり情報は公に公開されないものの、FTCによって既に類似のデータベースが運営されていると主張している。
2012年1月4日、上院の実質的な休会中に、オバマ大統領はコードレイを2013年末までの任期として局長に任命した。このとき上院は形式的には開会中であった（pro forma session）こともあって大統領の決定は大きな論争の的となり、任命の有効性が法廷で争われる可能性もあった。このような休会任命はその後、連邦最高裁のNLRB対Noel Canning判決により、全会一致で違憲だと判断された。
2013年7月16日、上院はコードレイの局長任命を賛成66反対34で可決した。コードレイは2017年、オハイオ州知事選に出馬するため辞任した。
2017年6月8日には、下院金融サービス委員会のジェブ・ヘンサーリング委員長がドッド＝フランク法の規定を大きく見直す目的で提出した2017年金融選択法案が下院を通過した。同月には、上院でも独自の改革法案が準備された。
2017年に開かれた議会公聴会では、消費者の苦情を広く公開することは市場をミスリードする危険性があり有害であるとの懸念が提起された。バリー・ラウダーミルク下院議員（共和・ジョージア州選出）はこうした公聴会の一つにおいて、「このデータベースは単に企業を名指しで非難することが目的なのか。あるいは、こうした情報に『事実であるとは限らない』『フェイクニュースである』といった注意事項を表示すべきなのか。これが今起きている問題だ。」と述べた。銀行その他の金融機関を代表する業界団体、アメリカ金融サービス協会のビル・ヒンプラー副会長は「一度企業の評判に傷がつけば、それを取り戻すのは難しい」として、対応を求めた。
当時CFPBの局長代理であったミック・マルバニーは2018年6月5日、2日前の6月3日に消費者諮問理事会のメンバー11人がマルバニーを批判する記者会見を開いたことを受け、同理事会のメンバー25人全員を解任した。
2021年2月13日、ジョー・バイデン大統領はロヒト・チョプラをCFPB局長に任命する人事案を上院に正式に提出した。この人事案は2021年9月30日に賛成50反対48で可決された。
2024年6月、CFPBは医療に関連して生じた債務の情報をクレジットレポートに利用したり、与信判断に組み込んだりすることを禁止する規則案を公開した。
CFPBは2024年7月、ゼルに対して同社のプラットフォーム上で行われた詐欺行為の取り扱いに関して和解か訴訟に持ち込むかの選択を迫った。

### 第2次トランプ政権

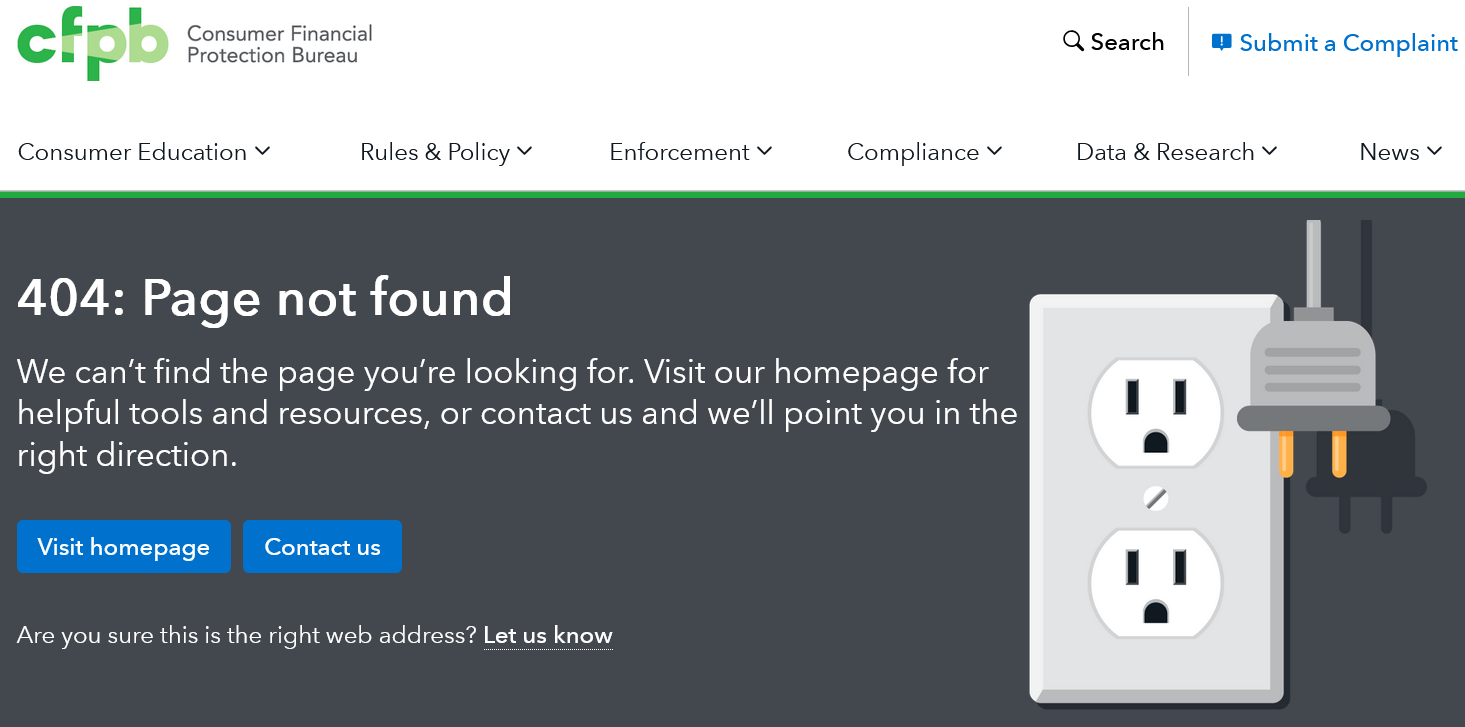
アメリカ合衆国消費者金融保護局のホームページのスクリーンショット（2025年2月）

2025年1月20日にドナルド・トランプが大統領に再び就任すると、2月1日にチョプラを局長から解任し、副局長のZixta Martinezが代理の局長になった。2日後、トランプは財務長官で元ヘッジファンドのマネージャーのスコット・ベッセントを局長代理に任命した。ベッセントは指名直後にCFPBに対してあらゆる仕事を停止するように命令した。これには、調査や訴訟、規則の制定、広報活動といったCFPBのほぼすべての業務が含まれる。職員や請負業者に対しては新たな行動を起こさないよう命じ、CFPBの全機能が停止された。2月7日、トランプ大統領は行政管理予算局長として就任したばかりのラッセル・ヴォートを新たに局長代理に任命し、ヴォートは職員にメールを送信して代理局長になったことを通達した。ヴォート局長代理は8日に改めて2月10日から2月14日までほぼ全ての業務を停止するよう職員に通達し、9日にはワシントン本部のオフィスを閉鎖した。
2025年2月になると、CFPBは、トランプのコスト削減アジェンダの一部を実行しているイーロン・マスクが率いる政府効率化省（DOGE）の多数の標的の一つとなり、DOGEのスタッフが消費者データへのアクセスを取得した。2025年2月14日現在、CFPBのウェブサイトのホームページには404エラーが表示されているが、サイト上の他のページは表示される。CFPBのソーシャルメディアアカウントからは、すべてのコンテンツが削除された。CFPBはイーロン・マスクの複数の企業を捜査していたため、職員たちはマスクには利益相反があると非難している。American Economic Liberties Projectのlaine Olenは、CFPBの閉鎖は「ビッグ・テックによるあからさまな権力掌握であり（…）その利益の結果、残りの人々はほとんどの人が想像するよりはるかに多くのものを失う可能性がある」と主張している。
2025年2月9日、CFPBの職員で構成される労働組合は業務停止命令は違法だとしてヴォート局長代理を提訴した。
2025年2月11日、ヴォートは住宅ローン市場を維持しているCFPBの手続きを元に戻した。
2025年2月14日、CFPB局長のヴォートを被告とする裁判で、ワシントンD.C.の連邦地方裁判所の裁判官は、CFPBの職員に「いかなるデータも削除、破壊、消去、あるいは損なう」ようなことをしないように命令し、従業員を大規模に解雇しないように命じる一時的差し止め命令を発行した。その直後、CFPBの残りの職員は、新たな指示があるまで管理休暇を取るように命じられた。
2025年3月28日、ワシントンD.C.の連邦地方裁判所は、トランプ政権によるCFPBの解体を中止し、解雇したすべての職員の復帰を命じる予備的差止命令を下した。Berman Jackson裁判官は命令で「裁判所が裁定を下すよりもはるかに前に、被告らが法律に違反して機関を完全に破壊してしまうという重大なリスクがあり、再建が不可能になる恐れがある」と書いている。

## 規制活動

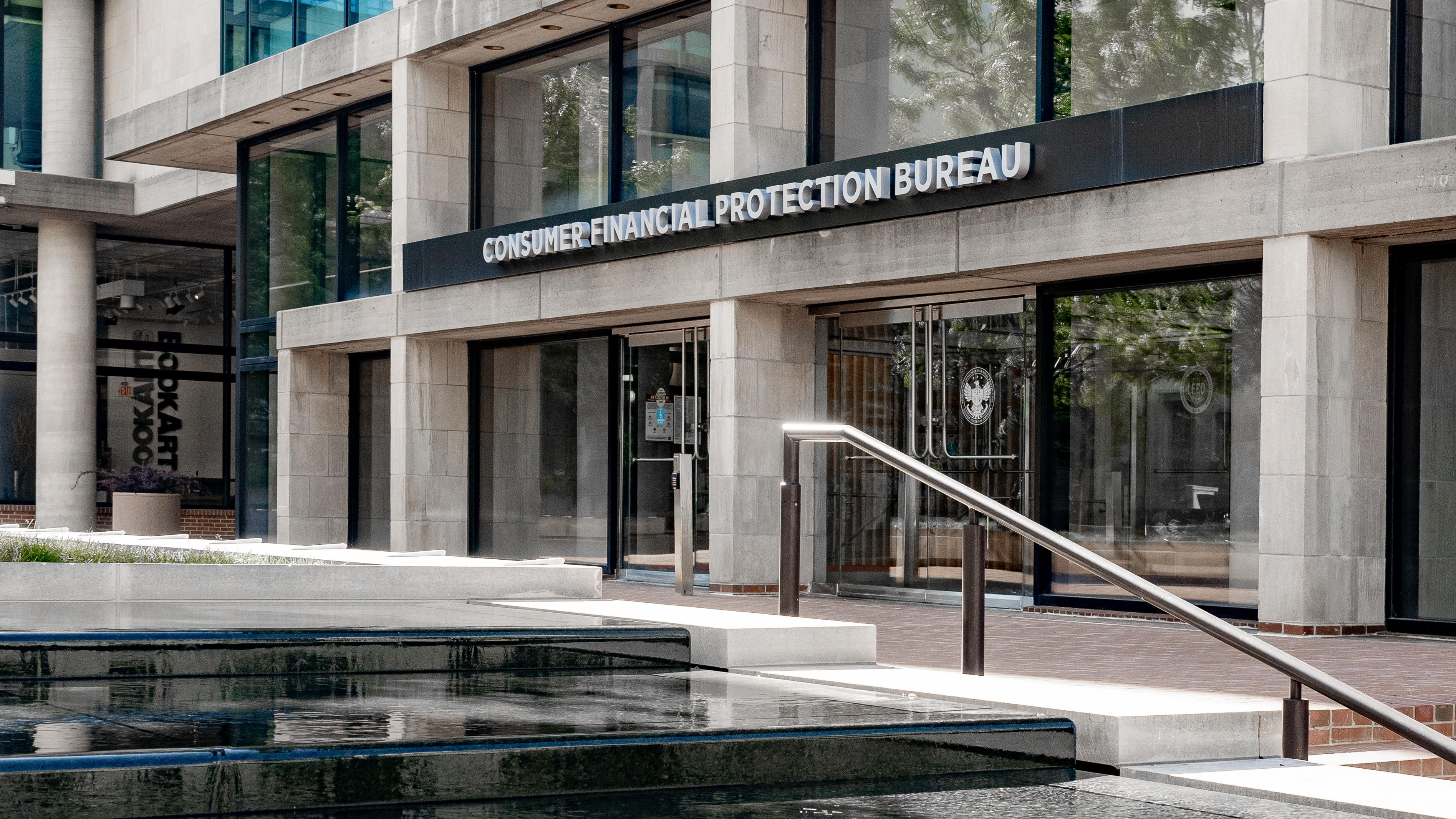
CFPB本庁舎エントランス (2024)

2017年の報道によれば、CFPBは設立以来「不当な債権回収慣行を抑制し、住宅ローン改革を実行し、金融機関から不当な扱いを受けた顧客からの数十万件に及ぶ苦情申し立てを調査・公開し、債務解消や払い戻しを通じて2900万人の消費者に約120億ドルを返還した」という。消費者に返還された金額は2024年までに190億ドルに増加した。

### 公共への周知活動
CFPBは個人向け金融サービスを利用する消費者を対象とした複数のツールを提供してきた。こうしたツールには個人向け金融サービスに関する質問への平易な回答をまとめたAsk CFPBや、特定の大学へ通うための費用を学生が受け取ることのできる経済的援助をもとに試算するPaying for Collegeがある。
2014年には、CFPBは消費者に向けた暗号資産のリスク周知活動を行った。

### 消費者データ保護
CFPBは2016年、消費者データのプライバシーと安全性を適切に保護することを怠ったとして、企業に対して初となる執行措置を実施した。

### クレジットカード手数料
2024年、CFPBはクレジットカードの遅延損害金の上限を8ドルと定めた。この決定は連邦裁判所判事によって差し止められたものの、差し止め決定の根拠とされた2022年の連邦控訴審判決がその後連邦最高裁によって覆されたことを受け、CFPBは当初の法令を施行可能であるとの考えを示している。

### CFPB組織に関する論争
下院金融サービス委員会は2013年のプレスリリースにおいて、CFPBが「たった一人の個人が部局の人事から予算に至るまで独占的な権限を持ち、その能力の低さを理由とした解任もできない」という「極端な組織構造」をしていると批判した。同委員会はさらに、CFPBは予算執行に関する透明性や、議会・大統領に対する説明責任に欠けているとも指摘した。委員会副委員長であったパトリック・マクヘンリーは、特に出張費と5500万ドルにのぼるCFPB本庁舎の改装費用に懸念を表明し、「5500万ドルという金額は、連邦政府の施設全体分として連邦調達庁（GSA）に与えられた建設・調達年間予算額よりも大きい」と述べた。
2014年、CFPBの複数の現役・元職員は、CFPB内部での人種差別的・性差別的慣行について議会証言を行った。複数の元職員はまた、上長に対して問題を提起したことで報復を受けたと証言した。
共和党の下院議員らはCFPBが自動車ローン事業者の人種差別の実態を検知するために用いている手法について批判している。 法的制約のため、CFPBは自動車ローン申請者の人種を名字と住所から「推定」するシステムを利用している。CFPBはこのシステムを用いて得られた情報に基づき、複数のローン事業者をマイノリティの申請者を差別しているとして訴追し、多額の罰金・和解金を課してきた。例えばアライ・ファイナンシャルは2013年、罰金と和解費用として9800万ドルを支払っている。しかしながらCFPBの手法は支払われた和解金を受け取る資格のある差別被害者を推測することしかできないため、CFPBは2015年時点でアライの差別的慣行により被害を受けた被害者に対する補償を開始できていない。2016年に下院は、88人の民主党議員が共和党議員に加わる形で2013年のガイダンスを撤回することを決議した。
コードレイは連邦職員が公職選挙に出馬することを禁じたハッチ法（Hatch Act）に違反したとして非難されたが、特別顧問局（OSC）は調査の結果違反は発見されなかったと発表した。

## 法改正
2018年5月21日、ドナルド・トランプ大統領は自動車ローン規則に関する執行を無効にする議会立法に署名した。大統領は同月24日には、銀行数十行をCFPBの監督対象から除外する経済成長・規制緩和・消費者保護法に署名した。

### 過去に提案された法改正
2013年9月26日、2013年消費者金融保護安全性・安定性改善法案が下院に提出された。この法案はCFPBの監督権限を5人からなる新設の委員会に移し、またCFPBを連邦準備制度から切り離すというものであった。この法案の下では、CFPBは「金融商品安全性委員会」へと改称されることとなっていた。この法案はまた、CFPBの決定を覆すことをより容易にするという目的をも持っていた。同法案は2014年2月27日に下院で可決され、3月4日に上院で受理された。しかしながら当時の上院は民主党が支配しており、上院での審議は行われなかった。

## 法律上の問題
CFPB設立から数年内に2件の訴訟が提起され、その両方が連邦地裁に却下された。しかしながらうち一件は控訴され、現在も係争中である。1件目はテキサス州の銀行がシンクタンクのコンペティティブ・エンタープライズ・インスティテュートと共同で2012年6月21日に起こした訴訟で、CFPB設立の根拠となった条文の合憲性が争われた。1年後の2013年8月、連邦判事は原告が損害を被ったことを証明できていないとして、訴えを退けた。2015年7月、コロンビア特別区巡回区連邦控訴裁判所は原告の訴えを一部認め、訴訟に後から加わった州を除いた銀行には当該法について争う資格があるとし、一部のその他手続きは原審に差し戻した。
このほか多くの訴訟が提起され、それらに対する下級審での判断が分かれたことを受け、2019年10月に連邦最高裁はSeila Law対CFPB事件においてCFPBの合憲性を検証すると発表した。口頭弁論は2020年3月3日に開始された。
2020年6月29日、最高裁はCFPB局長の解任規制は大統領の行政府に対する監督権限を制限し違憲であると、賛成5反対4で判断した。ジョン・ロバーツ首席判事は同じ保守派判事らと共に多数意見で「このような部局は歴史的慣行の土台を欠き、大統領の統制から隔絶された単一の局長に権力を集中させており憲法上の構成と矛盾している」と述べた。CFPB局長の地位に関する条文はCFPB組織に関する残りの規定とは分離可能であるとみなされ、最高裁は「それゆえCFPBは継続して運営可能であるが、その局長については、我々の判断に照らして大統領が任意に解任可能でなくてはならない」と判断した。一方エレナ・ケイガン判事による反対意見は、上述の多数意見は議会と大統領という2つの政治的政府主体が設計した行政機関の組織を尊重しておらず、「CFPBを作り出した人々がその使命に不可欠だと考えていた特徴、すなわち政治的圧力からの独立を図る措置が消し去られた」と指摘している。

### 予算構造に関する訴訟
米国地域金融サービス協会は2018年、CFPBが2017年に定めた、債務者の口座から2回続けて返済の引き落としに失敗した後、債務者の同意なしにさらに引き落としを試みることを貸し手企業に禁じる規則についてCFPBを提訴した。この訴えの一部は、CFPBが議会から直接予算を獲得するのではなく連邦準備制度を通して予算を要求するという構造が、憲法に反しているという主張であった。連邦地裁はこの訴えを退けたものの、第5巡回区連邦控訴裁判所は2022年10月にCFPBの予算構造は憲法違反であるとの判断を示し、協会の訴えを認めた。
その後この判断は上告され、連邦最高裁は連邦控訴裁判所の判断を覆し、CFPBの予算構造を認めた。2024年5月、最高裁は賛成7反対2でCFPBの主張を認め、クラレンス・トーマス判事が法廷意見を執筆した。

## 歴代の局長
役職
| 就任順 | 写真                   | 氏名                     | 居住州             | 着任           | 退任           | 在任期間            | 大統領 | 大統領             |
| ------ | ---------------------- | ------------------------ | ------------------ | -------------- | -------------- | ------------------- | ------ | ------------------ |
| –      | Elizabeth Warren       | エリザベス・ウォーレン   | マサチューセッツ州 | 2010年9月17日  | 2011年8月1日   | 318日               |        | バラク・オバマ     |
| –      | Raj Date               | ラージ・デート           | コロンビア特別区   | 2011年8月1日   | 2012年1月4日   | 156日               |        | バラク・オバマ     |
| 1      | Richard Cordray        | リチャード・コードレイ   | オハイオ州         | 2012年1月4日   | 2017年11月24日 | 5年 + 16日          |        | バラク・オバマ     |
| 1      | Richard Cordray        | リチャード・コードレイ   | オハイオ州         | 2012年1月4日   | 2017年11月24日 | 308日 (5年 + 324日) |        | ドナルド・トランプ |
| –      | Mick Mulvaney          | ミック・マルバニー       | サウスカロライナ州 | 2017年11月25日 | 2018年12月10日 | 1年 + 15日          |        | ドナルド・トランプ |
| 2      | Mick Mulvaney          | キャシー・クレイニンガー | オハイオ州         | 2018年12月11日 | 2021年1月20日  | 2年 + 40日          |        | ドナルド・トランプ |
| –      |                        | デイビッド・ウエジオ     | コロンビア特別区   | 2021年1月20日  | 2021年10月12日 | 265日               |        | ジョー・バイデン   |
| 3      | Rohit Chopra           | ロヒト・チョプラ         | コロンビア特別区   | 2021年10月12日 | 2025年2月1日   | 3年 + 100日         |        | ジョー・バイデン   |
| 3      | Rohit Chopra           | ロヒト・チョプラ         | コロンビア特別区   | 2021年10月12日 | 2025年2月1日   | 12日 (3年 + 112日)  |        | ドナルド・トランプ |
| –      |                        | スコット・ベッセント     | サウスカロライナ州 | 2025年2月3日   | 2025年2月7日   | 4日                 |        | ドナルド・トランプ |
| –      | Russell Thurlow Vought | ラッセル・ヴォート       | ヴァージニア州     | 2025年2月7日   | （現職）       | 190日               |        | ドナルド・トランプ |